# 安藤 (医薬品)
安藤株式会社（あんどう）はアルフレッサ ホールディングス傘下で、群馬県高崎市に本社を置く医薬品、医療機器、医療用検査試薬、介護用品、健康食品等の卸売及び販売を行う企業であった。

## 沿革
- 1914年4月：安藤震四郎により安藤薬舗を創業。
- 1919年4月：安藤薬局に商号変更。
- 1948年6月：安藤震四郎商店に商号変更。
- 1970年8月：現社名に商号変更。
- 1987年12月：群馬薬業株式会社と合併。
- 1997年10月：玉上薬品を合併。
- 1999年7月：福神と業務提携。
- 2003年2月：福神とアズウェルを中心に、自社及びアルフレッサなど13社によりSAFEを設立（2011年7月にアルフレッサへ吸収合併）。
- 2003年7月：東京支店の臨床検査薬・試薬の販売権をアルフレッサに譲渡。
- 2011年10月：アルフレッサへ吸収合併される。

## 事業所
- 高崎本社、太田支店

## 主な取引メーカー
- 武田薬品、第一三共ヘルスケア、エーザイ、中外製薬